# Carmela Allucci
Carmela Allucci (Napoli, 22 gennaio 1970) è un'ex pallanuotista italiana, vincitrice di una medaglia d'oro ai giochi olimpici di Atene 2004. Inizia la carriera al Volturno, dove conquisterà sette scudetti. Successivamente giocherà alla Racing Roma, alla Gifa Palermo (con cui è stata quattro volte  vicecampione d'Italia e vincitrice di due Coppe Len), al Pescara e a Firenze. Terminata la carriera ha allenato il Gifa Palermo.

## Palmarès

### Nazionale
- Olimpiadi

Atene 2004: 
- Mondiali

Roma 1994: 
Perth 1998: 
Fukuoka 2001: 
Barcellona 2003: 
- Coppa del Mondo

Winnipeg 1999: 
- Europei

Atene 1991: 
Vienna 1995: 
Siviglia 1997: 
Prato 1999: 
Budapest 2001: 
Lubiana 2003: 